# Хаммат Рустем
Хаммет Рустем  (тур. Hammet Rüstem; род. 1987 год) — борец греко-римского стиля (59 кг), неоднократный чемпион Турции, победитель турнира «Vehbi Emre Golden Grand Prix», многократный призёр Европы.   Выступает за сборную Турции. Родился в Южно-Казахстанской области в Сайрамском районе в селе Карасу.